# Iglesia de San Martín de Tours (Gaceo)
La iglesia de San Martín de Tours en Gaceo en el municipio de Iruraiz-Gauna, (Álava, España) es un templo del siglo XIII de planta rectangular y ábside compuesto de dos tramos, uno rectangular y otro semicircular.
Este templo conserva interesantes pinturas murales en el presbiterio, así como otros elementos arquitectónicos medievales: portada con arco ligeramente apuntado con arquivoltas y baquetones, ábside semicircular, vanos y bóveda de horno y canes.